# Integron
Als Integrons werden kleinere bis mittelgroße Genabschnitte bei Bakterien bezeichnet. Sie sind in der Lage, DNA-Bereiche aus einem Chromosom oder einem Plasmid einzufangen und sich danach zu verselbstständigen. Damit können diese Genbereiche in andere Bakterien eingebracht werden. Integrons tragen damit zum sogenannten horizontalen Genpool von Bakterien bei. Hauptsächlich werden auf diese Weise Resistenzgene zwischen verschiedenen Bakterienspezies ausgetauscht. Die eingefangenen Gene werden als Genkassetten (gene cassettes) bezeichnet. Integrons kommen in Plasmiden oder aber im Chromosom selbst vor. Sie beinhalten Gene für einen Promotor, zur Expression der Genkassette, eine Integrase die den Einbau ins Wirtsgenom und attI- bzw. attC-Bereiche, die als Erkennungsstellen für den Einbau dienen.
Eines der größten bisher gefundenen Integrons ist das super-Integron von Vibrio cholerae.